# Colinas de Plata
Colinas de Plata es una localidad de México ubicada en el municipio de Mineral de la Reforma, en el estado de Hidalgo. Se encuentra conurbada a Pachuca de Soto y pertenece su zona metropolitana.

## Historia
Para 2010, se desconurba de la localidad de Abundio Martínez; reconociendoce oficialmente como localidad el 15 de marzo de 2011.

## Geografía
Se encuentra en la región geográfica de la Cuenca de México (Valle de Tizayuca). Le corresponden las coordenadas geográficas 20° 04’ 44.657” de latitud norte y 98° 43’ 31.935” de longitud oeste, con una altitud de 2415 m s. n. m. Cuenta con un clima semiseco templado.
En cuanto a fisiografía se encuentra dentro de la provincia del Eje Neovolcánico, dentro de la subprovincia de Lagos y Volcanes de Anáhuac; su terreno es de llanura y lomerío. En lo que respecta a la hidrografía se encuentra posicionado en la región del Pánuco, dentro de la cuenca del río Moctezuma, en la subcuenca de río Tezontepec.

## Demografía
En 2020 registró una población de 5579 personas, lo que corresponde al 2.75 % de la población municipal. De los cuales 2593 son hombres y 2986 son mujeres. Tiene 1859 viviendas particulares habitadas.
| Gráfica de evolución demográfica de Colinas de Plata entre 2010 y 2020                       |
|                                                                                              |
| Población de los censos y conteos del Instituto Nacional de Estadística y Geografía (INEGI). |